# Station Pontorson-Mont-Saint-Michel
Station Pontorson-Mont-Saint-Michel is het spoorwegstation van de Franse gemeente Pontorson. Er vertrekken vanaf station Pontorson-Mont-Saint-Michel treinen naar Parijs en er rijden treinen van de Nomad Train. De verbinding van de Nomad Train ligt op de spoorlijn van Rennes naar Lisieux. Het station ligt op 9 km van Le Mont-Saint-Michel en van het station is daar een metroverbinding heen.